# Rue Bertrand-de-Born
La rue Bertrand-de-Born est une voie de Toulouse, chef-lieu de la région Occitanie, dans le Midi de la France.

## Situation et accès

### Description
La rue Bertrand-de-Born est une voie publique de Toulouse. Elle traverse le quartier de Matabiau dans le secteur 1 - Centre.
Elle naît au nord-est de la place de Belfort, dans le prolongement de la rue Denfert-Rochereau. Elle se termine au carrefour du boulevard de Bonrepos, qui longe le canal du Midi, à proximité immédiate du parvis Valéry-Giscard-d'Estaing et de la gare Matabiau.
La chaussée compte une seule voie de circulation automobile en sens unique, de la place de Belfort vers le boulevard de Bonrepos. Elle est définie comme une zone 30 et la circulation y est limitée à 30 km/h. Il n'existe ni piste, ni bande cyclable.

### Voies rencontrées
La rue Bertrand-de-Born rencontre les voies suivantes, dans l'ordre des numéros croissants (« g » indique que la rue se situe à gauche, « d » à droite) :
1. Place de Belfort
2. Rue de Stalingrad
3. Rue Lafon (g)
4. Rue Ernest-Jeanbernat (d)
5. Boulevard de Bonrepos

## Odonymie

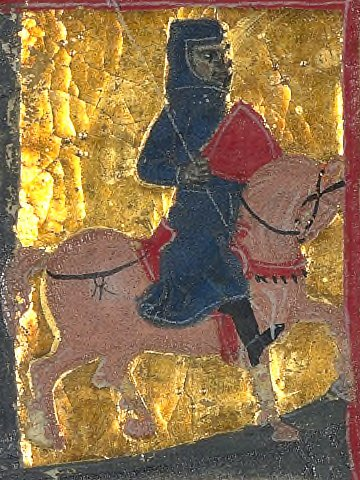
Enluminure du XIIIe siècle illustrant un sirvente de Bertran de Born (ms. 12473, fol. 160, BnF).

La rue est nommée en l'honneur de Bertran de Born (v. 1140-v. 1215), troubadour et poète occitan des XIIe et XIIIe siècles. Il est resté célèbre pour la virulence politique et la satire de ses sirventès. La rue prit son nom actuel par décision du conseil municipal du 27 mars 1941.
En 1868, on lui avait d'abord attribué le nom de Cambon, en hommage à Jean-Louis-Augustin-Emmanuel de Cambon (1737-1807), président à mortier, puis premier président au parlement de Toulouse. En 1885, le nom fut changé pour celui de Denfert-Rochereau – qui a été conservé pour une rue voisine –, en mémoire d'Aristide Denfert-Rochereau (1823-1878) qui, originaire du Poitou, avait fait ses études à Toulouse avant d'entrer à l'école polytechnique qui le mena à embrasser une carrière militaire. Il se rendit célèbre pour la défense de Belfort en 1870-1871 lors de la guerre franco-allemande.

## Histoire

### Époque contemporaine
En 1868, une nouvelle rue est ouverte dans le cadre de l'aménagement du quartier de la place du Castelet (actuelle place de Belfort).
Les immeubles sont élevés dans la deuxième moitié du XIXe siècle. Il se trouvent également plusieurs manufactures et entrepôts (actuels no 2-4 et anciens no 15 et 17-17 bis), liés à la forte activité industrielle du quartier, qui bénéficie de la proximité du canal du Midi et de la gare Matabiau.

## Patrimoine et lieux d'intérêt
- no  9 : immeuble Guitard. 
L'immeuble, de style néoclassique, est reconstruit en 1881 pour son propriétaire, M. Guitard, sur les plans donnés en 1864 par l'architecte Honoré Saurine. L'édifice, bâti en brique claire, s'élève à l'angle de la rue de Stalingrad (actuel no 27), bénéficiant d'un emplacement privilégié. Le rez-de-chaussée, largement modifié au XXe siècle, est occupé par les boutiques. Aux 1er et 2e étages, les fenêtres ont des encadrements moulurés et des corniches, ainsi que des lambrequins en fonte. Celles du 1er étage sont reliées par un balcon filant mis en valeur par un garde-corps en fonte aux motifs géométriques, tandis que celles du 2e étage ont des balconnets plus petits dont les garde-corps ont des motifs différents. La façade est également encadrée par des pilastres cannelés. Au-dessus, le niveau de combles est éclairé par des œils-de-bœuf. L'élévation est couronnée par une large corniche moulurée à denticules, surmontée d'antéfixes en terre cuite[5].

- no  22 : immeuble (début du XXe siècle)[6].
- no  32 : immeuble (deuxième moitié du XIXe siècle)[7].